# Филлион, Денис
Де́нис Фи́ллион (англ. Denis Fillion; 26 июня 1948, Виннипег — 27 февраля 2016) — канадский кёрлингист.
В составе мужской сборной Канады чемпион мира (1995). Чемпион Канады среди мужчин (1995).

## Достижения
- Чемпионат мира по кёрлингу среди мужчин: золото (1995).
- Чемпионат Канады по кёрлингу среди мужчин: золото (1995).

## Команды
| Сезон   | Четвёртый     | Третий      | Второй    | Первый     | Запасной      | Турниры           |
| ------- | ------------- | ----------- | --------- | ---------- | ------------- | ----------------- |
| 1994—95 | Керри Бартник | Джефф Райан | Роб Микин | Кит Фентон | Денис Филлион | ЧК 1995 · ЧМ 1995 |

(скипы выделены полужирным шрифтом)